# Golicyno
Golicyno (rusky Голицыно) je město v Moskevké oblasti v Ruské federaci. Při sčítání lidu v roce 2021 mělo město 22 733 obyvatel.

## Poloha a doprava
Golicyno leží na potoce Butyni, levém přítoku Děsny v povodí Pachry.
Ve městě je nádraží na trati Moskva – Smolensk – Minsk – Varšava.

## Dějiny
Golicyno vzniklo z vesnice Vjazjomy (Вязёмы), která je doložena od šestnáctého století. Jeho prudký rozvoj ale začíná až v roce 1694, kdy se stalo majetkem Golicynů, kteří jej pojmenovali podle sebe.
Městem je od roku 2004.